# Alan Tyson
Pour les articles homonymes, voir Tyson.
Alan Walker Tyson, né le 27 octobre 1926 à Glasgow et mort le 10 novembre 2000, est un musicologue britannique, spécialiste de Mozart et de 
Ludwig van Beethoven.

## Biographie
Alan Tyson fait ses études secondaires à la Rugby School et, après deux ans dans la marine britannique, obtient une licence au Magdalen College d'Oxford. Il se forme comme psychanalyste à l'Institut de psychanalyse de Londres de 1953 à 1957 et exerce comme psychanalyste durant quelque temps. De 1960 à 1967, il étudie la médecine à l'University College Hospital Medical School. Il obtient son diplôme de médecin en 1967. 
Il devient ensuite musicologue et chargé de recherche principal au All Souls College à l'université d'Oxford. 
Son catalogue thématique (délibérément concis) des œuvres de Muzio Clementi est devenu une référence. Ce catalogue a été édité en 1967 par Hans Schneider de Tutzing (Allemagne), sans éditions postérieures à ce jour.
L'une de ses publications les plus célèbres sur Mozart est Studies of the Autograph Scores, qui exploite l'étude des filigranes dans les autographes de Mozart pour obtenir une méthode de datation des partitions. Ce livre comprend également plusieurs découvertes de Tyson, telles que la fin réelle du Rondo en la majeur pour piano et orchestre, K. 386, qui auparavant n'était connue que dans un arrangement pour piano seul de Cipriani Potter, publié en 1837. Tyson a aussi établi que la version standard du second mouvement du Concerto pour cor en ré majeur, K. 412/514 de Mozart a été complétée après la mort de Mozart par son élève Franz Xaver Süssmayr.
De plus, Tyson a publié une série remarquable de volumes intitulée « Beethoven Studies ». Son intérêt pour les filigranes et l'étude du papier des partitions de Beethoven était en fait antérieur à son travail concernant les partitions de Mozart.
Avant d'être intensément impliqué dans la musicologie, Tyson a été chargé de conférences en psychopathologie et psychologie du développement à Oxford, de 1968 à 1970. Il participe à l'édition de la The Standard Edition of the Complete Psychological Works of Sigmund Freud, auteur dont il a également traduit en anglais Un souvenir d'enfance de Léonard de Vinci (1957), Psychopathologie de la vie quotidienne (1960) et plusieurs textes cliniques.

## Principaux ouvrages
- The Authentic English Editions of Beethoven, Londres 1963
- Thematic Catalogue of the Works of Muzio Clementi, Tutzing 1967
- Beethoven Studies, Londres 1973ff.
- Mozart: Studies of the Autograph Scores, Cambridge 1987
  - Ch. 17, The Rondo for Piano and Orchestra, K. 386 (pp. 262–289), présente la découverte par Tyson de la fin originale.
  - Ch. 16, Mozart's D Major Horn Concerto: Questions of Date and of Authenticity (pp. 246–261) contient les recherches de Tyson concernant le K. 412/514.
- Wasserzeichen-Katalog. 2 Bde. Bärenreiter, Kassel 1992 (Neue Ausgabe sämtlicher Werke / Wolfgang Amadeus Mozart; Ser. 10, Werkgruppe 33, Abt. 2).

## Distinctions
- Ordre de l'Empire britannique
- Membre de la British Academy.